# 六碘苯
六碘苯是一种苯的衍生物，分子式C6I6，意味着苯的六个氢原子均被碘取代。形状为橙黄色晶体，难溶于各种溶剂。
苯甲酸与碘化试剂在发烟硫酸中加热首次制得六碘苯。或使用高碘酸作为碘代试剂，在浓硫酸中得到48%产率的六碘苯。由于碘原子半径远比氢原子大，六碘苯的碘原子并不位于同一平面上，分子对称性取D3d群。